# Cordylochernes scorpioides
Espèce
Synonymes
- Acarus scorpioides Linnaeus, 1758
- Phalangium acaroides Linnaeus, 1767
- Chelifer americanus de Geer, 1778
- Chelifer nodulimanus Tömösváry, 1882
- Chelifer macrochelatus Tömösváry, 1884
- Cordylochernes peruanus Beier, 1932
- Cordylochernes brasiliensis Beier, 1932

Cordylochernes scorpioides est une espèce de pseudoscorpions de la famille des Chernetidae.

## Distribution
Cette espèce se rencontre au Mexique, au Guatemala, au Costa Rica, au Panama, en Colombie, au Venezuela, à Trinité-et-Tobago, en Guyana, au Suriname, en Guyane, au Brésil, au Pérou, en Équateur, en Bolivie, au Paraguay, en Argentine et au Chili.

## Publication originale
- Linnaeus, 1758 : Systema naturae per regna tria naturae, secundum classes, ordines, genera, species, cum characteribus, differentiis, synonymis, locis, ed. 10, vol. 1 (texte original).